# Aaron Connolly
Aaron Anthony Connolly (Galway, 28 de enero de 2000) es un futbolista irlandés. Juega de delantero y su equipo es el Leyton Orient F. C. de la League One.

## Trayectoria

### Brighton & Hove Albion
Connolly comenzó su carrera en las inferiores del Maree/Oranmore FC en 2005. A los 11 años entró a la academia del Mervue United.
En el verano británico de 2016, luego de una exitosa prueba, entró en las inferiores del Brighton & Hove Albion. Debutó profesionalmente con el primer equipo en agosto de 2017 a los 17 años, en la victoria por 1-0 sobre el Barnet en la Copa de la Liga. El 31 de enero de 2019 renovó su contrato con el club por tres años.

#### Préstamo al Luton Town
Ese mismo día fue enviado a préstamo al entonces puntero de la League One, el Luton Town por el resto de la temporada.

#### Regreso de préstamo
El 27 de agosto de 2019, Connolly anotó su primer gol profesional en la victoria por 2-1, de visita, al Briston Rovers en la Copa de la Liga. El 5 de octubre el delantero irlandés jugó su primer encuentro como titular de Premier League contra el Tottenham, partido en que además anotó sus dos primeros goles en la Premier, fue victoria para las gaviotas por 3-0.

## Selección nacional
Ha representado a la República de Irlanda en las categorías sub-17, sub-19 y sub-21. Fue el máximo anotador irlandés en el Campeonato Europeo Sub-17 de la UEFA 2017 con siete goles. Además participó en el Torneo Esperanzas de Toulon de 2019.
El 5 de octubre de 2019 fue citado por la selección de la República de Irlanda para los encuentros contra Georgia y Suiza de la clasificación para la Eurocopa 2020. Debutó con la adulta el 12 de octubre contra Georgia.

## Estadísticas

### Clubes
Actualizado al último partido disputado el 21 de abril de 2025.
| Club                                           | Div.          | Temporada     | Liga  | Liga  | Copas nacionales | Copas nacionales | Total | Total |
| Club                                           | Div.          | Temporada     | Part. | Goles | Part.            | Goles            | Part. | Goles |
| ---------------------------------------------- | ------------- | ------------- | ----- | ----- | ---------------- | ---------------- | ----- | ----- |
| Brighton & Hove Albion F. C. Inglaterra        | 1.ª           | 2017-18       | 0     | 0     | 1                | 0                | 1     | 0     |
| Brighton & Hove Albion F. C. sub-21 Inglaterra |               | 2017-18       | —     | —     | 2                | 0                | 2     | 0     |
| Brighton & Hove Albion F. C. Inglaterra        | 1.ª           | 2018-19       | 0     | 0     | 1                | 0                | 1     | 0     |
| Brighton & Hove Albion F. C. sub-21 Inglaterra |               | 2018-19       | —     | —     | 3                | 5                | 3     | 5     |
| Brighton & Hove Albion F. C. sub-21 Inglaterra | Total club    | Total club    | 0     | 0     | 5                | 5                | 5     | 5     |
| Luton Town F. C. Inglaterra                    | 3.ª           | 2018-19       | 2     | 0     | —                | —                | 2     | 0     |
| Luton Town F. C. Inglaterra                    | Total club    | Total club    | 2     | 0     | 0                | 0                | 2     | 0     |
| Brighton & Hove Albion F. C. Inglaterra        | 1.ª           | 2019-20       | 24    | 3     | 3                | 1                | 27    | 4     |
| Brighton & Hove Albion F. C. Inglaterra        | 1.ª           | 2020-21       | 17    | 2     | 0                | 0                | 17    | 2     |
| Brighton & Hove Albion F. C. Inglaterra        | 1.ª           | 2021-22       | 4     | 0     | 2                | 2                | 6     | 2     |
| Brighton & Hove Albion F. C. Inglaterra        | Total club    | Total club    | 45    | 5     | 7                | 3                | 52    | 8     |
| Middlesbrough F. C. Inglaterra                 | 2.ª           | 2021-22       | 19    | 2     | 2                | 0                | 21    | 2     |
| Middlesbrough F. C. Inglaterra                 | Total club    | Total club    | 19    | 2     | 2                | 0                | 21    | 2     |
| Venezia F. C. · Italia                         | 2.ª           | 2022-23       | 5     | 0     | 0                | 0                | 5     | 0     |
| Venezia F. C. · Italia                         | Total club    | Total club    | 5     | 0     | 0                | 0                | 5     | 0     |
| Hull City A. F. C. Inglaterra                  | 2.ª           | 2022-23       | 5     | 2     | 1                | 0                | 6     | 2     |
| Hull City A. F. C. Inglaterra                  | 2.ª           | 2023-24       | 28    | 8     | 2                | 0                | 30    | 8     |
| Hull City A. F. C. Inglaterra                  | Total club    | Total club    | 33    | 10    | 3                | 0                | 36    | 10    |
| Sunderland A. F. C. Inglaterra                 | 2.ª           | 2024-25       | 10    | 1     | 1                | 0                | 11    | 1     |
| Sunderland A. F. C. Inglaterra                 | Total club    | Total club    | 10    | 1     | 1                | 0                | 11    | 1     |
| Millwall F. C. Inglaterra                      | 2.ª           | 2024-25       | 14    | 1     | ―                | ―                | 14    | 1     |
| Millwall F. C. Inglaterra                      | Total club    | Total club    | 14    | 1     | 0                | 0                | 14    | 1     |
| Leyton Orient F. C. Inglaterra                 | 3.ª           | 2025-26       | 0     | 0     | 0                | 0                | 0     | 0     |
| Leyton Orient F. C. Inglaterra                 | Total club    | Total club    | 0     | 0     | 0                | 0                | 0     | 0     |
| Total carrera                                  | Total carrera | Total carrera | 128   | 19    | 18               | 8                | 146   | 27    |
| 1.                                             |               |               |       |       |                  |                  |       |       |

### Selección nacional
| Adulta Irlanda                                                      | 2019          | - | - | 2 | 0 | - | - | 2 | 0 |
| Adulta Irlanda                                                      | Total         | 0 | 0 | 2 | 0 | 0 | 0 | 2 | 0 |
| Total carrera                                                       | Total carrera | 0 | 0 | 2 | 0 | 0 | 0 | 2 | 0 |
| (1) Incluye los partidos de la clasificación para la Eurocopa 2020. |               |   |   |   |   |   |   |   |   |